# Ophiostyracium trachyacanthum
Ophiostyracium trachyacanthum är en ormstjärneart som beskrevs av Hubert Lyman Clark 1911. Ophiostyracium trachyacanthum ingår i släktet Ophiostyracium och familjen skinnormstjärnor. Inga underarter finns listade i Catalogue of Life.